# Стеблин-Каменский, Иван Георгиевич
Иван (Иоанн) Георгиевич Стеблин-Каменский (26 октября 1887, Санкт-Петербург — 2 августа 1930, близ Воронежа) — протоиерей Русской православной церкви. Деятель иосифлянского движения.
Причислен к лику святых Русской православной церковью в 2000 году.

## Семья
- Дед — Егор Павлович Стеблин-Каменский, тайный советник, виленский губернатор.
- Отец — Егор (Георгий) Егорович Стеблин-Каменский, тайный советник, был директором канцелярии Морского министерства, сенатором по департаменту герольдии и судебному департаменту Правительствующего Сената, председателем Российского общества морского права.
- Мать — Ольга Александровна (1860—1902), дочь вице-адмирала Александра Павловича Жандра.
- Сёстры — Ольга и Елизавета.

## Морской офицер
Окончил четыре класса гимназии, петербургский Морской корпус (1908 год, награждён премией адмирала Нахимова). Назначен на крейсер «Богатырь», два года находился в заграничном плавании. Был награждён итальянской серебряной медалью за оказание помощи пострадавшим от землетрясения 1908 года на Сицилии и в Калабрии. Затем назначен в 1-й Балтийский флотский экипаж, в дивизион испытывающихся миноносцев. С 1912 года — лейтенант. Служил ротным командиром на крейсере «Адмирал Макаров», преподавал в Морском корпусе.
Участник Первой мировой войны, награждён орденами святого Станислава 3-й степени (1914) и святой Анны 3-й степени (1915). В июне 1917 года уволился с флота по состоянию здоровья (в этот период Балтийский флот находился в состоянии развала, и его покидали многие офицеры).
Летом 1918 года участвовал в научной экспедиции, обследовавшей невские отмели, в 1919—1921 годах был помощником директора маяков Балтийского флота и одновременно псаломщиком петроградского Свято-Троицкого храма (на Стремянной улице)

## Священник в Петрограде
В 1920 года был рукоположён во диакона (целибатом) к Свято-Троицкому храму. Вскоре был арестован, некоторое время провёл в заключении. В 1923 году рукоположён во иерея, возведён в сан протоиерея и назначен настоятелем храма. В 1924 году вновь арестован по обвинению в том, что он объединил вокруг себя верующих, которые собирались не только в храме, но и на квартирах, читали акафисты, Священное Писание.

## Первое заключение в Соловецком лагере
В сентябре 1924 года Особым совещанием при коллегии ОГПУ приговорён к трём годам лишения свободы, срок заключения отбывал в Соловецком лагере особого назначения (СЛОН), где держался независимо, всегда ходил в священнической одежде и посещал церковные службы.

Из Соловков писал своим прихожанам: 

Пусть и в истории человечества ещё царит нравственная стужа, пусть народы мятутся ещё в безумном эгоистическом стремлении к материальному личному благополучию, — дело Божественного строительства совершается; Солнце Правды неуклонно согревает всё то, что призвано к жизни; мир от земли неотъемлем, не тот мир, который не может устоять при первой брошенной кости, первом столкновении материальных интересов, а тот мир, которым наполняется душа голодного человека, когда он поделится своим последним куском с чужим ему нищим. Этот мир — непобедим потому, что это мир любви, а не соглашения. Прежде бесплодное стремление лучших людей утвердить свою волю к доброделанию с явлением на земле Бога Слова получает обильную благодатную помощь и благоволение в человеках, воплощается в жизнь.

## Служение в Воронеже
В 1927 году был освобождён из лагеря, однако ему запретили возвращаться в Ленинград, а отправили в административную ссылку в Воронеж. С ноября 1927 года — священник церкви бывшего Покровского Девичьего монастыря в Воронеже, вскоре стал её настоятелем. Быстро приобрёл большой авторитет у прихожан. Его усилиями был организован постоянный сбор средств для воронежского архиепископа Петра (Зверева) и других соловецких узников-христиан. Противники православной церкви публично требовали ареста популярного священника.
Был противником Декларации митрополита Сергия, содержавшей далеко идущие уступки советской власти. Присоединился к «иосифлянскому» движению, был одним из его лидеров в Воронежской епархии, подписал протестное обращение от 9 января 1928 года епископа Алексия (Буя) к митрополиту Сергию. После ареста епископа Алексия — епархиальный благочинный Воронежской епархии.

## Арест, лагерь, расстрел
19 мая 1929 года протоиерей Иоанн был арестован. Был обвинён в подрыве авторитета и мощи советской власти. На допросах держался с большим достоинством, виновным себя не признал. Заявил, что 

по отношению к советской власти лоялен, но не сочувствую мероприятиям, направленным против религии. Считаю неправильным обучение детей в школах в противорелигиозном направлении и тому подобное. Поскольку я другого оружия не знаю, кроме креста, то как в прошлое время, так и в настоящее я нахожу единственно правильным действовать на массы умиротворяюще. Осуждал всякое выступление против гражданских законов. Для меня нет сомнения, что вера в распятого Христа непобедима, что кажущееся торжество материализма есть временное явление.

Был приговорён Особым совещанием при коллегии ОГПУ к повторному заключению на Соловках сроком на три года. В апреле 1930 года поступило распоряжение о его направлении в воронежскую тюрьму, куда был доставлен в начале мая того же года. Обвинён в участии в деятельности монархической контрреволюционной организации, в том, что «распространял церковно-монархические листовки и брошюры, распространял и разного рода антисоветские провокационные слухи». Виновным себя не признал, никого не оговорил. Однако другой священник, проходивший по делу, дал устраивавшие власти показания.
Приговорён коллегией ОГПУ к расстрелу, приговор был приведён в исполнение 2 августа 1930 года в окрестностях Воронежа.
Юбилейный Архиерейский собор Русской православной церкви 2000 года причислил протоиерея Иоанна Стеблин-Каменского к лику новомучеников и исповедников российских. К лику святых были причислены ещё девять расстрелянных вместе с ним пастырей и мирян:
- архимандрит Тихон (в миру Тимофей Ульянович Кречков; 1862—1930) — настоятель Алексеевского Акатова монастыря.
- иеромонах Георгий (Пожаров; 1886—1930).
- иеромонах Косьма (Вязников; 1872—1930);
- священник Александр Николаевич Архангельский (1874—1930).
- священник Сергей Дмитриевич Гортинский (1889—1930).
- священник Георгий Никитович Никитин (1870—1930).
- священник Фёдор Михайлович Яковлев (1897—1930).
- Пётр Михайлович Вязников (1876—1930) — крестьянин-единоличник.
- Евфимий (Ефим) Никифорович Гребенщиков (1904—1930) — крестьянин-единоличник.